# Глухой увулярный дрожащий согласный
Глухой увулярный дрожащий согласный — звук, встречающийся в некоторых языках. Такой звук есть в европейских языках, таких как бельгийский вариант французского языка и испанский язык. Звук похож на фрикативные звуки [χ] или [ʁ].

## Глухой увулярный фрикативный дрожащий согласный
Глухой увулярный фрикативный дрожащий согласный — похожий звук, который может встречаться в некоторых языках